# Guglielma Pallavicini
Guglielma Pallavicini, död 1358, var regerande markgrevinna av Bodonitsa i Grekland 1311-1358. Hon var den sista regenten av dynastin Pallavicino i Bodonitsa. 
Hon var dotter till Albert Pallavicini och Maria dalle Carceri. Hon ärvde Bodonitsa av sin far som spädbarn 1311. Hennes mor tog över regeringen under hennes omyndighet och gifte sig med Andrea Cornaro, som hon utnämnde till sin medregent jure uxoris för att skydda sin dotters arv. Guglielma Pallavicini gifte sig 1327 med Bartolomeo Zaccaria och övertog regeringen med sin make som medregent.